# Zuavo

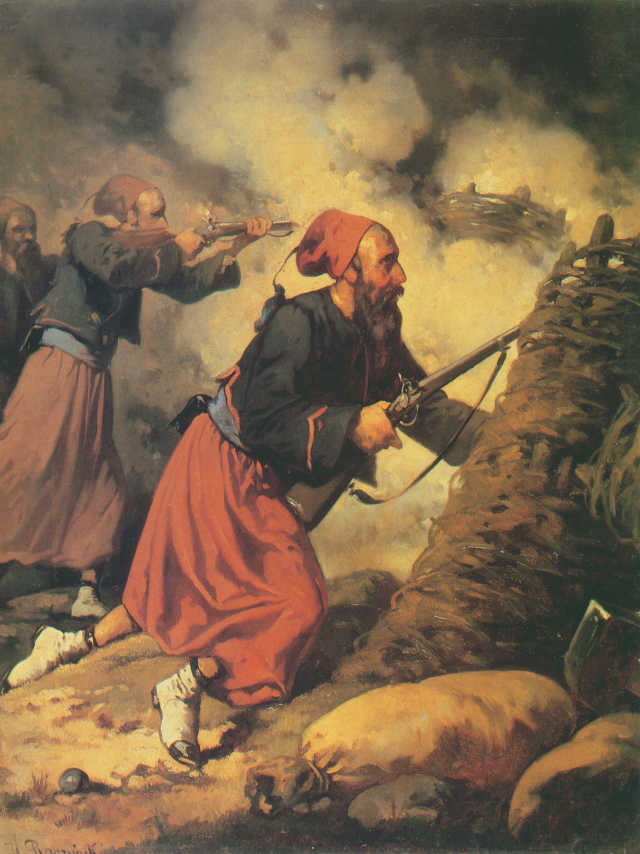
Zuavos do exército colonial francês, durante a Guerra da Criméia.

Os zuavos eram soldados de Infantaria da Argélia e de outros territórios árabes, ao serviço do Exército Francês, nos séculos XIX e XX. O Exército Francês ainda mantém unidades, designadas honorificamente, de "zuavos".
Zuaves foram unidades de tropas coloniais sob o comando francês, ativas especialmente durante o século XIX, compostas principalmente de argelinos e outros árabes do Norte de África.

## Zuavos no Brasil

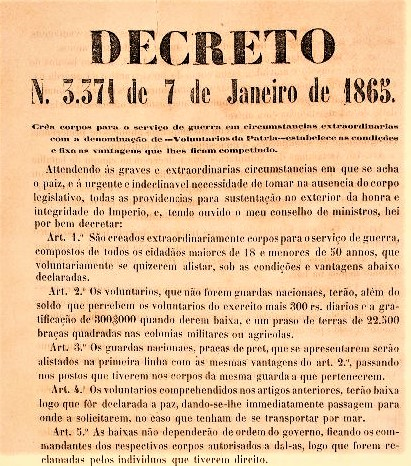
Decreto da criação dos Voluntário da Pátria de 1865

Durante o período monárquico brasileiro, companhias de voluntários negros apelidados de "Zuavos baianos" foram organizadas na Bahia, tendo combatido na Guerra do Paraguai.
Nas duas últimas guerras externas enfrentadas pelo Brasil durante o reinado de Pedro II, a do Uruguai e a do Paraguai. O governo decretou a criação de Corpos de Voluntários da Pátria e a libertação de escravos do Estado para combater nas guerras contra Aguirre e Solano. 
Os presidentes das província da Bahia, Luís Antônio Barbosa de Almeida, e de Pernambuco, Antônio Borges Leal Castelo Branco, promoveram a criação de companhias de zuavos, por inspiração dos congeneres franceses, mas formados exclusivamente por homens negros, livres ou libertos, e que foram adidos aos Corpos de Voluntários da Pátria. 
Como meio de angariar o apoio da população negra, invocaram a figura de Henrique Dias que lutou na libertação do nordeste do Brasil contra a ocupação holandesa. 

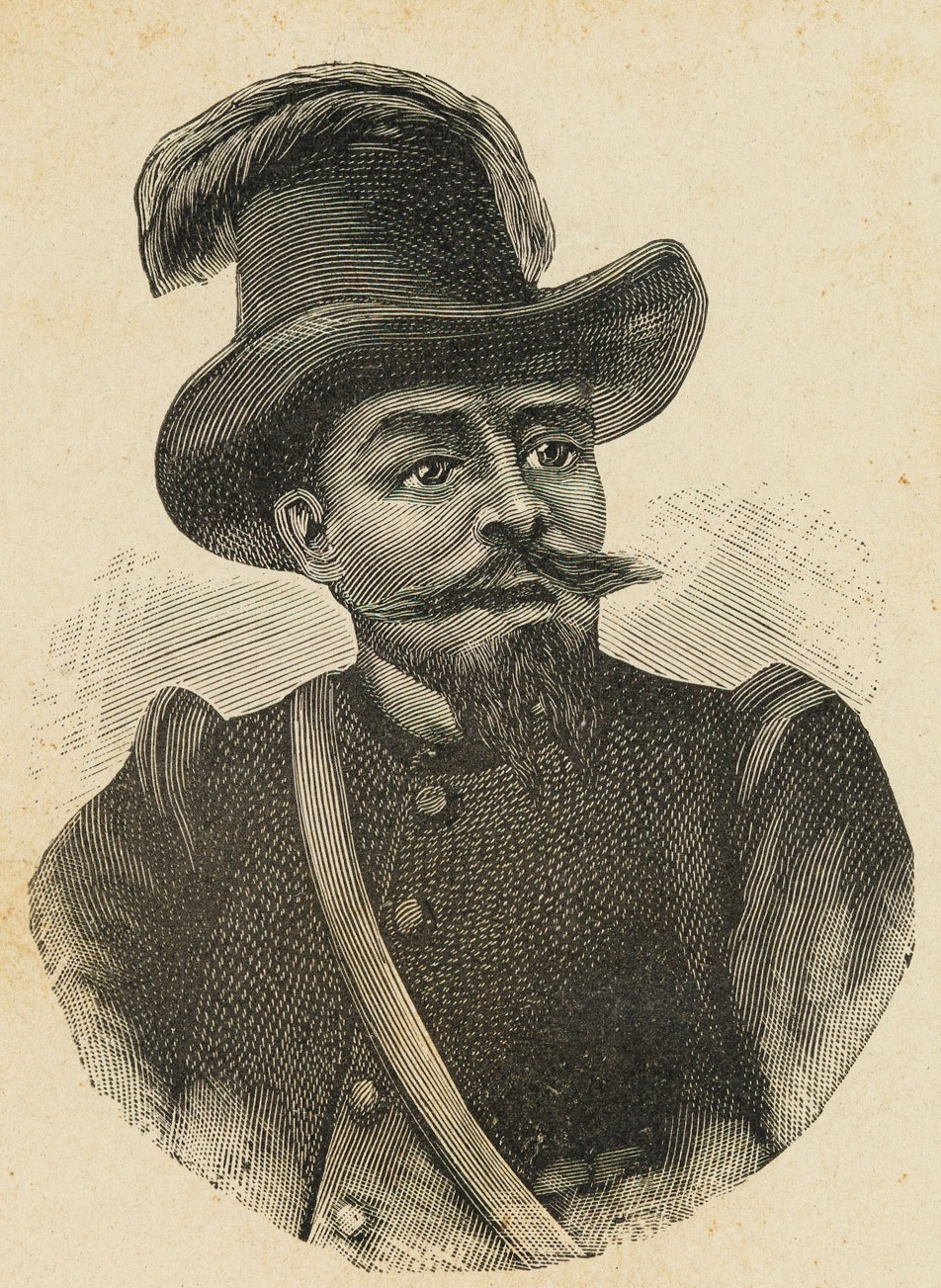
Henrique Dias.

A província da Bahia chegou formar 11 companhias: 
- 1ª Companhia de Zuavos, sob o comando do  tenente Quirino Antonio do Espirito Santo com 71 praças.
- 2ª Companhia de Zuavos, sob o comando do  tenente Marcolino José Dias com 85 praças.
- 3ª Companhia de Zuavos, sob o comando do  tenente João Francisco Barbosa com 48 praças.
- 4ª Companhia de Zuavos, sob o comando do  tenente André Fernandes Galiza com 56 praças.
- 5ª Companhia de Zuavos, sob o comando do  capitão Militão de Jesus Pires com 96 praças.
- 6ª Companhia de Zuavos, sob o comando do  tenente Francisco Higino Carneiro com 56 praças.
- 7ª Companhia de Zuavos, sob o comando do  tenente Balbino Nunes Pereira com 12 praças.
- 8ª Companhia de Zuavos, sob o comando do  alferes Nicolau Beraldo Ribeiro de Navarro com 76 praças.
- 9ª Companhia de Zuavos, sob o comando do  alferes Manoel do Nascimento e Almeida com 56 praças.
- 10ª Companhia de Zuavos, sob o comando do  alferes Eugênio José Moniz com 54 praças.
- 11ª Companhia de Zuavos, sob o comando do  alferes Nicolau da Silveira com 29 praças.

## Zuavos da Morte
Zuavos da Morte (pl: żuawi śmierci) uma unidade de revoltosos (Revolta de Janeiro) organizada por François Rochebrune em 1863.